# Andreas Solymosi

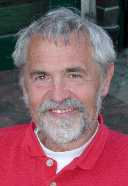
Andreas Solymosi

Andreas Solymosi (Aussprache [ʃojmoʃi]; * 13. Oktober 1947 in Budapest) ist ein deutsch-ungarischer Mathematiker, Professor für Informatik an der Beuth-Hochschule für Technik Berlin sowie Autor mehrerer Bücher.

## Werdegang
Nach seinem Abitur in Budapest studierte Solymosi von 1966 bis 1971 an der Leningrader Staatlichen Universität Mathematik. Seit 1972 lebt er in Deutschland. Er promovierte 1978 an der Universität Erlangen-Nürnberg in Informatik mit dem Thema Synthese von analysierenden Automaten auf Grund von formalen Grammatiken. Anschließend studierte er mit einem Stipendium des DAAD an der Stanford-Universität in Kalifornien. Seit 1989 ist er wissenschaftlicher Geschäftsführer der APSIS GmbH.
1989 wurde er an die Technische Fachhochschule Berlin als Hochschullehrer berufen. Hier unterrichtet er u. a. Programmiersprachen und Software Engineering. Er beschäftigt sich mit der Didaktik des Programmierens und war unter den Ersten, die Lehrbücher für Anfänger nach dem (diskutierten) Prinzip „Objekte zuerst“ veröffentlicht haben. Als ehemaliger Marxist und bekennender Christ engagiert er sich neben seiner örtlichen Kirchengemeinde in der überkonfessionellen Studentenbewegung Campus für Christus.